# Macrobrachium thai
Macrobrachium thai is een garnalensoort uit de familie van de Palaemonidae. De wetenschappelijke naam van de soort is voor het eerst geldig gepubliceerd in 2004 door Cai, Naiyanetr & Ng.